# Tetracheilostoma breuili
Tetracheilostoma breuili – gatunek węża węża z podrodziny Epictinae w rodzinie węży nitkowatych (Leptotyphlopidae), odkryty w 2008 roku na wyspie Maria Major, St. Lucia (Małe Antyle; (13° 43.430’ N, 60° 55.897’ W) przez doktora Blaira Hedgesa i Carlę Ann Hass z Pennsylvania State University. Oprócz holotypu, znaleziono siedem innych okazów (paratypów) sklasyfikowanych później jako przynależące do tego gatunku. Nazwa gatunkowa zwierzęcia honoruje herpetologa Michela Breuila.

## Wygląd i biologia
T. breuili jest jednym z mniejszych gatunków rodzaju Tetracheilostoma. Dorosłe osobniki mierzyły do 113 mm długości (zakonserwowane) i do 119 mm przyżyciowo. Waga żywych okazów wynosiła 0,5–0,7 g. Należy do grupy bilineatus, gdyż ma dwa grzbietowo-boczne rzędy jaśniejszych łusek. Najbliżej spokrewniony jest z gatunkami T. bilineatum i T. carlae. Różni się od nich charakterystycznym wzorem łusek tworzących dwie plamy za głową i ciemnym ogonem. Drobniejsze różnice obejmują wielkość łusek głowy, proporcje ciała T. carlae i T. breuili są zbliżone.

## Występowanie
Gatunek znany jest tylko z dwóch stanowisk na Saint Lucia i trzeciego, na południowo-wschodnim wybrzeżu Maria Major Island.